# 피에스타 볼
피에스타 볼(Fiesta Bowl)은 1971년부터 매년 피닉스 광역권에서 개최되는 미국의 칼리지 풋볼 볼게임이다.
개최 초기부터 2006년까지 경기는 템피, 애리조나에 있는 선 데블 스타디움에서 열렸다. 2007년부터 경기는 글렌데일, 애리조나에 있는 스테이트팜 스타디움에서 진행되고 있다. 2022년부터 Vrbo의 후원을 받아 공식적으로 Vrbo Fiesta Bowl로 알려져 있다. 이전 스폰서로는 플레이스테이션 (2016년 12월–2022년), 배틀프로그 (2016년 1월), 비지오 (2014년 12월), 토스티토스 (1996년–2014년 1월), IBM (1993년–1995년), 선키스트 (1986년–1990년)가 있다.
다른 주요 볼과는 달리, 피에스타 볼은 항상 주요 컨퍼런스 연결을 가지고 있지는 않았다. 처음 9회 동안은 서부 애슬레틱 컨퍼런스 챔피언이 볼에 초대되었다. 1997년에 피에스타 볼은 새로 형성된 빅 12 콘퍼런스 챔피언을 초대하기로 합의했다. 이 연결은 빅 12의 연결이 슈거볼로 이동한 2014년까지 계속되었다. 1980년대 후반에 피에스타 볼은 연결이 없다는 점을 활용하여 독립 팀 또는 의무적인 볼 출전 의무가 없는 컨퍼런스 팀 간에 두 번의 사실상의 전국 챔피언십 경기를 만들었다. 이러한 전국 챔피언십 경기는 볼 게임 중에서 피에스타 볼의 위상을 높였다.
1992년부터 피에스타 볼은 다른 몇몇 볼과 함께 볼 연합을 형성하여 칼리지 풋볼에서 논쟁의 여지 없는 전국 챔피언을 배출하려는 노력을 기울였다. 그 후 볼 얼라이언스와 볼 챔피언십 시리즈의 일부가 되었다. 1992년부터 2006년까지 피에스타 볼은 1996년, 1999년, 2002년에 이 시스템들의 전국 챔피언십 경기 역할을 했다. 피닉스 광역권과 피에스타 볼 위원회는 정규 피에스타 볼 경기 외에 2007년과 2011년 BCS 내셔널 챔피언십 게임을 주최했다.
2014년에 피에스타 볼은 "뉴 이어스 식스" 볼과 함께 칼리지 풋볼 플레이오프의 일부가 되었다. 2014년부터 2023년까지 4개 팀 플레이오프의 일부로, 피에스타 볼은 2016년, 2019년, 2022년에 준결승전으로 열렸다.
2024–25 시즌에 칼리지 풋볼 플레이오프가 12개 팀으로 확대되면서, 피에스타 볼은 매년 8강전 또는 준결승전으로 열리게 된다. 2024년 시즌에는 8강전으로 열렸고, 2025년 시즌에는 준결승전으로 열릴 예정이다. 준결승전으로 열릴 경우, 경기는 새해 첫날로부터 일주일 후에 진행된다.
피에스타 볼은 자선단체에 1,200만 $ 이상을 기부했다. 2020년에는 코로나19 범유행 동안 100만 달러를 긴급 구호 기금으로 기부했다. 짐 바넷은 2007년에 글렌데일로 경기가 옮겨진 이후 피에스타 볼의 공개 아나운서였으며, 스테이트팜 스타디움의 PA 아나운서로서 슈퍼볼 XLII, XLIX, LVII의 경기 전 아나운서로 활동했다.

## 역사

### 기원
피에스타 볼은 서부 애슬레틱 컨퍼런스가 챔피언들을 위한 볼 초청을 얻으려다 좌절된 시도에서 탄생했다. 1968년과 1969년에 각각 챔피언인 와이오밍과 애리조나 주립은 어떤 볼 선택도 확보하지 못했다. 다음 해, 무패의 애리조나 주립은 주요 볼에서 제외되었고 덜 권위 있는 피치 볼에 출전해야 했다. 따라서 피에스타 볼은 처음에 WAC 챔피언에게 자동 출전권을 제공했다.

### 1970년대
첫 10년 동안 피에스타 볼은 12월 마지막 주 (1976년부터 1979년까지는 크리스마스 당일 오후 포함)에 열렸다. 1971년 개막 경기는 상위 10위권의 애리조나 주립 팀과 상위 20위권의 플로리다 주립 팀이 맞붙었다. 1974년 경기에는 WAC 챔피언 BYU와 미래의 명예의 전당 멤버인 라벨 에드워즈의 새 코치가 첫 볼 경기에서 오클라호마 주립과 맞붙었다. BYU는 BYU의 첫 올아메리칸 쿼터백인 게리 샤이드가 다리 부상으로 쓰러질 때까지 경기를 지배했지만 결국 16–6으로 패했다. 1975년에는 경기가 빅 에이트 공동 챔피언인 네브래스카를 끌어들여 무패의 애리조나 주립과 상위 5위권 팀들의 대결을 펼칠 수 있었다. 1977년에는 WAC 챔피언 #16 BYU가 일요일에 열린다는 이유로 볼 경기에 출전을 거부했음에도 불구하고, 경기는 다시 한번 상위 5위권의 상대인 펜 스테이트를 끌어들일 수 있었다.
1978년 애리조나와 애리조나 주립 모두 팩-10 컨퍼런스에 가입했고, 피에스타 볼과 WAC의 연계는 종료되어 WAC 챔피언은 새로 창설된 홀리데이 볼로 진출했다. 그 후 1992년 볼 연합이 출범할 때까지 피에스타 볼의 매치업은 일반적으로 주요 컨퍼런스 준우승팀 및 주요 독립팀을 특징으로 했다.

### 1980년대
경기는 계속해서 높은 수준의 매치업을 끌어들였다. 1981년 시즌부터 새해 첫날에 주요 볼 경기인 코튼, 오렌지, 슈거, 로즈와 함께 개최 시간을 변경했다. 당시 NBC는 피에스타, 로즈, 오렌지 볼의 중계권을 가지고 있었다. 피에스타 볼은 가장 먼저 시작하여 늦은 오전 (산악 표준시 오전 11시 30분)에 킥오프했다. 1985년 9월 선키스트 그로워스와의 계약을 통해 "선키스트 피에스타 볼"이라는 타이틀 스폰서를 획득한 최초의 볼 게임이 되었으며, 1986년 1월 에디션부터 적용되었다. 탠저린 볼은 이전에 1983년 3월 플로리다 시트러스 위원회 (주 정부 기관)와 계약을 체결하여 이름을 플로리다 시트러스 볼로 변경했다.
주요 돌파구는 1986년 시즌 이후에 일어났다. 당시 국내 최고 두 팀인 마이애미와 펜 스테이트가 피에스타 볼에서 사실상의 내셔널 챔피언십 경기를 치르기로 합의했다. 당시 전통적인 4대 "메이저" 볼 게임은 컨퍼런스 챔피언에게 자동 출전권을 부여했다. 마이애미와 펜 스테이트는 당시 독립 팀이었으므로 자유롭게 볼을 선택할 수 있었다. 그리하여 피에스타 볼과 플로리다 시트러스 볼은 컨퍼런스 연계 의무에서 벗어나 마이애미-펜 스테이트 대결을 개최하여 이들이 경기장에서 맞붙도록 확보하기 위해 경쟁했다. 피에스타 볼이 입찰에서 승리하여 경기는 1987년 1월 2일 금요일, 새해 첫날의 "빅 4" 볼 경기 다음 날 밤에 열리기로 결정되었다. 펜 스테이트가 14–10으로 승리했고, 이 경기는 당시 칼리지 풋볼 역사상 가장 많은 텔레비전 시청자를 끌어모았다. 2년 후, #1 노터데임은 1월 1일 1989 피에스타 볼에서 무패의 #3 웨스트 버지니아와 내셔널 챔피언십을 놓고 경기를 펼쳤다.
1987년과 1989년 경기는 1980년대 말 볼 시즌에 AP 상위 10위권 팀들의 4연속 대결 중 두 경기였다. 이로 인해 피에스타 볼의 명성이 크게 높아져 많은 팬과 평론가들에게 이제 주요 볼로 간주될 정도였다. 1988년 경기는 새해 첫날로 돌아왔고, 1989년 경기는 3시간 늦게 (NBC에서 산악 표준시 오후 2시 30분) 로즈볼과 동시에 시작했으며, 로즈볼은 네트워크를 ABC로 변경했다.

### 1990년대
1991년 경기 이전에 여러 주요 대학들은 당시 애리조나주가 마틴 루터 킹 휴일을 채택하지 않기로 결정했기 때문에 초청을 거부했다. 그러나 1992년에 피에스타 볼은 볼 챔피언십 시리즈의 전신인 볼 연합에 참여하도록 초대되었다. 이로 인해 경기는 주요 컨퍼런스 챔피언 또는 명성 있는 준우승 팀을 특징으로 하게 되었고, 주요 볼로서의 지위를 확고히 했다. 만약 볼 연합에서 상위 2위 팀이 SEC, 빅 에이트 또는 SWC 출신이 아니었다면, 피에스타 볼은 볼 연합의 "내셔널 챔피언십 경기"를 개최했을 것이지만, 볼 연합이 운영된 3년 동안 이런 일은 발생하지 않았다.
1995년 시즌을 위해 볼 연합이 볼 얼라이언스로 재편성되었을 때, 피에스타 볼은 세 가지 최고 경기 중 하나로 포함되었다. 그 시즌에는 내셔널 챔피언십을 놓고 무패의 #1 네브래스카와 무패의 #2 플로리다가 맞붙는 볼 얼라이언스 내셔널 챔피언십 경기를 주최했다. 네브래스카는 62–24로 경기에서 승리했으며, 이는 내셔널 챔피언십 경기 역사상 가장 큰 승리 마진이자 내셔널 챔피언십 경기에서 기록된 가장 많은 점수였다. 마침내 새로운 볼 챔피언십 시리즈에 빅 텐과 팩-10 컨퍼런스가 추가되면서 피에스타 볼은 4년마다 돌아오는 BCS 내셔널 챔피언십 게임 로테이션의 영구적인 경기가 되었다. 1998년에 피에스타 볼은 첫 BCS 내셔널 챔피언십 게임을 특징으로 했으며, 이 경기에서 테네시가 플로리다 주립을 23–16으로 이겼다.
1999년 시즌부터 빅 12 콘퍼런스 챔피언은 BCS 타이틀 경기로 예정되지 않은 해에는 피에스타 볼에 자동 출전권을 얻게 되었고, 이 협정은 BCS 시대가 끝날 때까지 계속되었다.

### 2000년대

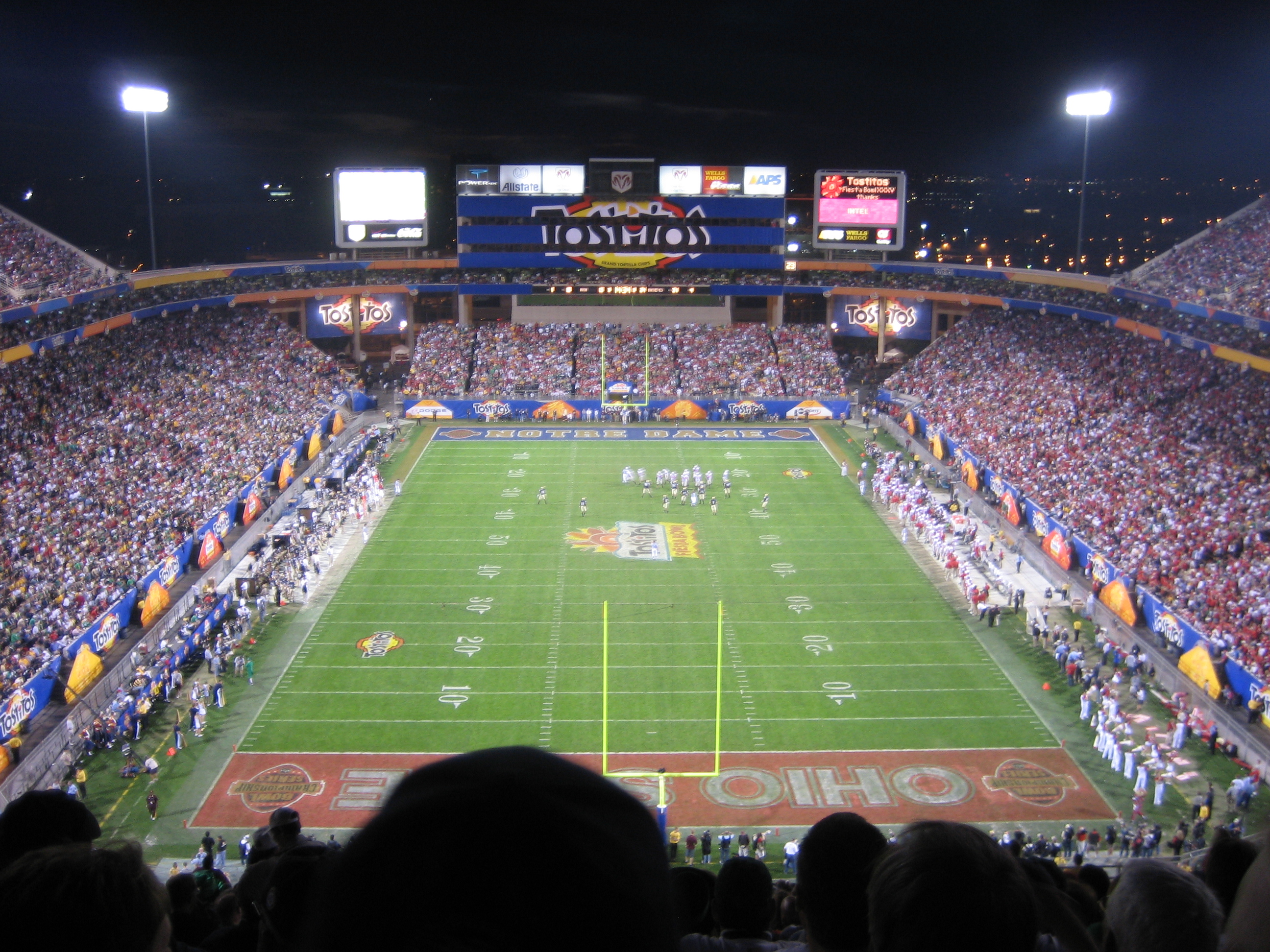
2006년 피에스타 볼, 선 데블 스타디움에서 열린 마지막 피에스타 볼 경기

2002년에 피에스타 볼은 로즈볼이 그 시즌의 전국 챔피언십 경기로 열리지 않을 경우 팩-10 컨퍼런스 챔피언을 영입할 권리를 가졌다. 오리건은 챔피언십 경기에 진출하지 못하여 피에스타 볼에서 콜로라도와 경기를 펼쳤다. 2006 피에스타 볼에서도 비슷한 합의가 이루어졌다. 그러나 피에스타 볼은 평소의 빅 12와의 연계 외에 팩-10 컨퍼런스 챔피언을 영입하는 대신 두 팀 중 하나를 선택할 수 있었다. 이는 빅 12 챔피언인 텍사스와 팩-10 챔피언인 남부 캘리포니아가 모두 전국 챔피언십 경기에 진출하면서 무의미해졌다 (USC의 참가는 이후 무효화되었다).

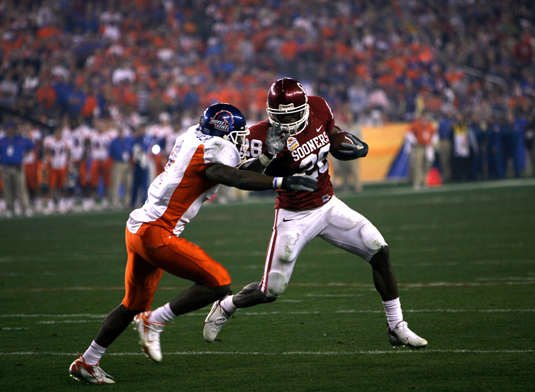
2007년 피에스타 볼, 보이지 주립 대 오클라호마; 2007년 1월 1일, 피닉스 대학교 스타디움에서 열린 첫 피에스타 볼

BCS 전국 챔피언십 경기는 2003년에 피에스타 볼로 돌아왔고, 빅 텐 챔피언인 오하이오 주립 버카이스가 빅 이스트 챔피언인 마이애미 허리케인스를 상대로 첫 연장전 전국 챔피언십 경기에서 승리했다. 경기는 두 번의 연장전 끝에 버카이스가 31–24로 승리하여 2002년 전국 챔피언십을 차지했다.
피에스타 볼은 자동 출전 자격을 갖춘 BCS 컨퍼런스 (빅 12, 빅 텐, ACC, SEC, 팩-10, 빅 이스트, 노터데임) 외부 팀을 BCS 볼에 처음으로 출전시킨 볼이었다. 2005년 경기에서는 마운틴 웨스트 컨퍼런스의 무패 팀인 유타가 빅 이스트 챔피언인 피츠버그를 35–7로 쉽게 꺾고 BCS 경기에 출전한 최초의 BCS 비-AQ 학교가 되었다.
2007년, 피에스타 볼 경기는 선 데블 스타디움에서 피닉스 광역권을 가로질러 글렌데일에 있는 당시 피닉스 대학교 스타디움에서 처음으로 열렸다. 무패의 보이지 주립 브롱코스는 오클라호마 수너스를 연장전에서 43–42로 꺾고 승리했다. 이는 언더독 팀, 트릭 플레이, 각 팀의 컴백, 그리고 스릴 넘치는 연장전 승부가 어우러져 역대 최고의 칼리지 풋볼 경기 중 하나로 불린다.

### 2010년대
2010 피에스타 볼에서는 #6 보이지 주립이 #4 TCU를 17–10으로 이겼다. 이는 BCS 볼에서 처음으로 두 비자동 출전 자격 팀(즉, 자동 BCS 출전 자격이 없는 컨퍼런스 출신 두 팀)이 맞붙은 것이며, 전국 챔피언십을 제외하고 BCS 경기에서 두 무패 팀이 맞붙은 것도 처음이었다. 2012 피에스타 볼에서는 오클라호마 주립이 스탠포드를 41–38로 이겼다. 주목할 만한 선수로는 오클라호마 주립의 브랜든 위든과 저스틴 블랙몬, 스탠포드의 앤드류 럭이 있었다.
2016년 11월, 플레이스테이션이 이 볼의 새로운 타이틀 스폰서로 발표되었다.
2016년 12월, 2019년 12월, 2022년 12월 에디션은 칼리지 풋볼 플레이오프의 준결승전으로 열렸다. 피에스타 볼은 2025년과 2028년에 피치 볼과 함께 다시 준결승전을 주최할 것이다.

### 2020년대
피에스타 볼의 50회 대회에서는 #10 아이오와 주립이 #25 오리건 덕스를 34–17로 꺾었다. 경기는 코로나19 범유행으로 인해 무관중 경기로 진행되었으며, 선수 가족들만 입장이 허용되었다. 2022년 피에스타 볼에서는 오클라호마 주립이 후반 28–7로 뒤진 상황에서 노터데임을 37–35로 이기며 역전승을 거두었다. 이 경기의 12월 대회 (CFP 준결승전이기도 함)에서는 #3 TCU가 #2 미시간을 51–45로 꺾었으며, 이는 피에스타 볼 역사상 가장 높은 점수를 기록한 경기이자 CFP 준결승전 중 두 번째로 높은 점수를 기록한 경기였다.

## 논란

### 초대
1996년, 브리검영 대학교 학생들이 BYU 교수 데니스 마틴이 이끄는 무리가 토스티토스 토르티야 칩 봉지를 모닥불에 태우고 모든 토스티토스 제품에 대한 불매 운동을 촉구했다. 이는 #5위인 BYU가 #7위인 펜 스테이트에 밀려 1997년 피에스타 볼에 초대받지 못했기 때문이었다. 이 사건은 논란의 여지가 있는 볼 얼라이언스 대신 칼리지 풋볼에 플레이오프 시리즈를 도입하려는 지지자들이 언급하는 사례 중 하나이다.
펜 스테이트는 #20위인 텍사스를 상대로 38–15로 경기에서 승리했고, BYU는 코튼볼 클래식에서 #14위인 캔자스 주립을 19–15로 꺾었다.
2010 피에스타 볼의 경우, TCU와 보이지 주립의 선발은 큰 논란을 일으켰다. BCS 시대에 처음이자 유일하게 두 BCS 비-AQ 팀이 같은 볼 시즌에 BCS 볼에 출전하게 되었는데, 결국 이 볼에서 서로 맞붙게 되었다. 두 비-AQ 팀이 같은 볼 경기에 배치되었기 때문에, 이 볼은 조롱적으로 "분리되었지만 동등한 볼", "격리 볼", "피아스코 볼", "BCS 키즈 테이블" 등으로 불렸다. 이로 인해 일부에서는 불매 운동을 촉구하기도 했다. BCS 볼 선정 위원회가 TCU와 보이지 주립을 같은 볼에 배치하여, 보이지 주립이 2007 피에스타 볼에서, 유타가 2005 피에스타 볼과 2009 슈거볼에서 (경기 전 비-AQ 팀은 AQ 팀을 상대로 BCS 볼에서 3승 1패를 기록했다) AQ 컨퍼런스 대표 두 팀에게 "굴욕"을 줄 기회를 막기 위해 움직였다는 광범위한 추측이 있었다. 이에 대해 피에스타 볼 CEO 존 정커는 그 주장을 "내 인생에서 들어본 가장 큰 헛소리"라고 부르며 "우리는 볼 경기를 대표하여 일을 하는 사업을 하고 있으며, 다른 누군가의 지시를 우리의 손해를 감수하면서 따르지 않는다"고 말했다. 당시 언더독으로 인식되던 두 팀이 메이저 볼 경기에 참가하는 것이 매력적이지 않았을 뿐만 아니라, 이전 볼 시즌의 2008 포인세티아 볼의 재경기라는 점이 매력을 더욱 떨어뜨렸다.

### 재정 스캔들
2009년, 2010년 피에스타 볼 몇 주 전, 전현직 피에스타 볼 직원들은 피에스타 볼에 우호적인 정치인들에게 선거 기부금을 내도록 독려받았고, 이 기부금은 나중에 직원들에게 상환되었다고 주장했다. 이 주장이 사실이라면, 이는 주 및 연방 선거 자금법을 모두 위반하는 것이었다. 또한, 비영리 단체인 피에스타 볼은 어떠한 종류의 정치적 기부도 금지되어 있다. 피에스타 볼은 "독립적인 검토"를 의뢰했고, "볼의 경영진이 불법적이거나 비윤리적인 행위에 가담했다는 신뢰할 만한 증거가 없다"는 결론을 내렸다.
다음 해, 2010년 11월 스포츠 일러스트레이티드 기사는 피에스타 볼 관계자들, including 볼 CEO 존 정커가 2000년 이후 BCS 고위 인사들과 선출직 공무원들의 호감을 얻기 위해 400만 달러를 지출했으며, 여기에는 2008년 "피에스타 프롤릭"이라는 골프 중심의 체육 감독 및 감독 모임이 포함된다고 보도했다. 이 잡지는 또한 정커의 연봉이 60만 달러에 육박하며, 볼은 2007년에 1160만 달러의 이익을 냈다고 보도했다. 이러한 혐의 활동이 불법은 아니었지만, 피에스타 볼의 명성에 상당한 손상을 입혔다.
2011년 3월 29일, 피에스타 볼 이사회는 불법 정치 활동 혐의를 재조사하기 위해 의뢰한 276페이지 분량의 "신랄한 내부 보고서"를 발표했다. 위원회는 46,539달러의 불법 선거 기부금이 이루어졌음을 확인했고, 이사회는 조사 결과가 나올 때까지 이미 정직 상태였던 피에스타 볼 CEO 존 정커를 즉시 해고했다. 이 스캔들은 피에스타 볼의 BCS 경기 지위를 위협했는데, BCS는 관계자들이 피에스타 볼이 계속 유지되어야 한다고 설득하지 못하면 라인업에서 볼을 대체할 수 있다고 말했다. BCS는 결국 피에스타 볼을 제명하지 않고, 대신 조직에 100만 달러의 벌금을 부과했다.
2011년 6월, 애리조나 대학교 총장 로버트 셸턴이 정커를 대신하여 고용되었다. 2012년 2월 22일, 전 CEO 존 정커는 선거 자금 문제로 연방 중범죄 혐의에 대해 유죄를 인정했고, 그의 전 직원 두 명은 경범죄 혐의에 대해 유죄를 인정했다. 정커는 곧 유죄 인정의 결과로 최대 2.5년의 징역형을 선고받을 예정이었지만, 다른 사건에 대한 협력을 대가로 선고가 반복적으로 연기되었다. 2014년 3월 13일, 정커는 8개월의 징역형을 선고받았고, 형은 2014년 6월 13일부터 시작되었다. 그는 2015년 2월 11일에 석방되었다. 2014년 3월 20일, 정커는 주 정부 혐의로 3년의 보호 관찰을 선고받았다.

## 퍼레이드
피에스타 볼 행사 중 하나인 연례 피에스타 볼 퍼레이드는 피닉스 시내에서 열린다. 이 퍼레이드에는 고등학교는 물론 피에스타 볼과 캑터스 볼에 참가하는 두 대학의 군악대가 참여하며, 꽃차, 승마 부대, 그리고 7명의 여왕과 수행원이 함께한다. 이 퍼레이드는 1973년에 시작되었다. 그랜드 마셜에는 스포츠 및 연예계 유명 인사들이 포함된다.
2018년, 스폰서는 애리조나 은행에서 데저트 파이낸셜로 변경되었다. 2018년 퍼레이드에는 신디 매케인과 살렘, 뉴햄프셔주에 있는 살렘 고등학교의 군악대가 참여했으며, 이들은 퍼레이드를 위해 가장 멀리서 온 단체였다.

## 경기 결과
모든 순위는 각 경기가 시작되기 전의 AP 통신 여론조사 (1936년 시작)에서 가져왔다. 이탤릭체는 무승부를 나타낸다.
| 경기 날짜          | 승리 팀                | 승리 팀 | 패배 팀                    | 패배 팀 | OT    | 관중수 | 비고 |
| ------------------ | ---------------------- | ------- | -------------------------- | ------- | ----- | ------ | ---- |
| 1971년 12월 27일   | No. 8 애리조나 주립    | 45      | 플로리다 주립              | 38      | 빈칸  | 51,089 | 비고 |
| 1972년 12월 23일   | No. 15 애리조나 주립   | 49      | 미주리                     | 35      | 빈칸  | 51,318 | 비고 |
| 1973년 12월 21일   | No. 10 애리조나 주립   | 28      | 피츠버그                   | 7       | 빈칸  | 50,878 | 비고 |
| 1974년 12월 28일   | 오클라호마 주립        | 16      | No. 17 BYU                 | 6       | 빈칸  | 50,878 | 비고 |
| 1975년 12월 26일   | No. 7 애리조나 주립    | 17      | No. 6 네브래스카           | 14      | 빈칸  | 51,396 | 비고 |
| 1976년 12월 25일   | No. 8 오클라호마       | 41      | 와이오밍                   | 7       | 빈칸  | 48,174 | 비고 |
| 1977년 12월 25일   | No. 8 펜 스테이트      | 42      | No. 15 애리조나 주립       | 30      | 빈칸  | 57,727 | 비고 |
| 1978년 12월 25일   | No. 8 아칸소           | 10      | No. 15 UCLA                | 10      | 빈칸  | 55,227 | 비고 |
| 1979년 12월 25일   | No. 10 피츠버그        | 16      | 애리조나                   | 10      | 빈칸  | 55,347 | 비고 |
| 1980년 12월 26일   | No. 10 펜 스테이트     | 31      | No. 11 오하이오 주립       | 19      | 빈칸  | 66,738 | 비고 |
| 1982년 1월 1일     | No. 7 펜 스테이트      | 26      | No. 8 USC                  | 10      | 빈칸  | 71,053 | 비고 |
| 1983년 1월 1일     | No. 11 애리조나 주립   | 32      | No. 12 오클라호마          | 21      | 빈칸  | 70,533 | 비고 |
| 1984년 1월 2일     | No. 14 오하이오 주립   | 28      | No. 15 피츠버그            | 23      | 빈칸  | 66,484 | 비고 |
| 1985년 1월 1일     | No. 14 UCLA            | 39      | No. 13 마이애미 (플로리다) | 37      | 빈칸  | 60,310 | 비고 |
| 1986년 1월 1일     | No. 5 미시간           | 27      | No. 7 네브래스카           | 23      | 빈칸  | 72,454 | 비고 |
| 1987년 1월 2일     | No. 2 펜 스테이트      | 14      | No. 1 마이애미 (플로리다)  | 10      | 빈칸  | 73,098 | 비고 |
| 1988년 1월 1일     | No. 3 플로리다 주립    | 31      | No. 5 네브래스카           | 28      | 빈칸  | 72,112 | 비고 |
| 1989년 1월 2일     | No. 1 노터데임         | 34      | No. 3 웨스트 버지니아      | 21      | 빈칸  | 74,911 | 비고 |
| 1990년 1월 1일     | No. 5 플로리다 주립    | 41      | No. 6 네브래스카           | 17      | 빈칸  | 73,953 | 비고 |
| 1991년 1월 1일     | No. 18 루이빌          | 34      | No. 25 앨라배마            | 7       | 빈칸  | 69,098 | 비고 |
| 1992년 1월 1일     | No. 6 펜 스테이트      | 42      | No. 10 테네시              | 17      | 빈칸  | 71,133 | 비고 |
| 1993년 1월 1일     | No. 6 시러큐스         | 26      | No. 10 콜로라도            | 22      | 빈칸  | 70,224 | 비고 |
| 1994년 1월 1일     | No. 16 애리조나        | 29      | No. 10 마이애미 (플로리다) | 0       | 빈칸  | 72,260 | 비고 |
| 1995년 1월 2일     | No. 4 콜로라도         | 41      | 노터데임                   | 24      | 빈칸  | 73,968 | 비고 |
| 1996년 1월 2일BA   | No. 1 네브래스카       | 62      | No. 2 플로리다             | 24      | 빈칸  | 79,864 | 비고 |
| 1997년 1월 1일     | No. 7 펜 스테이트      | 38      | No. 20 텍사스              | 15      | 빈칸  | 65,106 | 비고 |
| 1997년 12월 31일   | No. 10 캔자스 주립     | 35      | No. 14 시러큐스            | 18      | 빈칸  | 69,367 | 비고 |
| 1999년 1월 4일BCS  | No. 1 테네시           | 23      | No. 2 플로리다 주립        | 16      | 빈칸  | 80,470 | 비고 |
| 2000년 1월 2일     | No. 3 네브래스카       | 31      | No. 6 테네시               | 21      | 빈칸  | 71,526 | 비고 |
| 2001년 1월 1일     | No. 5 오리건 주립      | 41      | No. 10 노터데임            | 9       | 빈칸  | 75,428 | 비고 |
| 2002년 1월 1일     | No. 2 오리건           | 38      | No. 3 콜로라도             | 16      | 빈칸  | 74,118 | 비고 |
| 2003년 1월 3일BCS  | No. 2 오하이오 주립    | 31      | No. 1 마이애미 (플로리다)  | 24      | (2OT) | 77,502 | 비고 |
| 2004년 1월 2일     | No. 7 오하이오 주립    | 35      | No. 8 캔자스 주립          | 28      | 빈칸  | 73,425 | 비고 |
| 2005년 1월 1일     | No. 5 유타             | 35      | No. 19 피츠버그            | 7       | 빈칸  | 73,519 | 비고 |
| 2006년 1월 2일     | No. 4 오하이오 주립    | 34      | No. 5 노터데임             | 20      | 빈칸  | 76,196 | 비고 |
| 2007년 1월 1일     | No. 9 보이지 주립      | 43      | No. 7 오클라호마           | 42      | (OT)  | 73,719 | 비고 |
| 2008년 1월 2일     | No. 11 웨스트 버지니아 | 48      | No. 3 오클라호마           | 28      | 빈칸  | 70,016 | 비고 |
| 2009년 1월 5일     | No. 3 텍사스           | 24      | No. 10 오하이오 주립       | 21      | 빈칸  | 72,047 | 비고 |
| 2010년 1월 4일     | No. 6 보이지 주립      | 17      | No. 3 TCU                  | 10      | 빈칸  | 73,227 | 비고 |
| 2011년 1월 1일     | No. 9 오클라호마       | 48      | No. 25 코네티컷            | 20      | 빈칸  | 67,232 | 비고 |
| 2012년 1월 2일     | No. 3 오클라호마 주립  | 41      | No. 4 스탠포드             | 38      | (OT)  | 69,927 | 비고 |
| 2013년 1월 3일     | No. 5 오리건           | 35      | No. 7 캔자스 주립          | 17      | 빈칸  | 70,242 | 비고 |
| 2014년 1월 1일     | No. 15 UCF             | 52      | No. 6 베일러               | 42      | 빈칸  | 65,172 | 비고 |
| 2014년 12월 31일   | No. 21 보이지 주립     | 38      | No. 12 애리조나            | 30      | 빈칸  | 66,896 | 비고 |
| 2016년 1월 1일     | No. 7 오하이오 주립    | 44      | No. 8 노터데임             | 28      | 빈칸  | 71,123 | 비고 |
| 2016년 12월 31일SF | No. 3 클렘슨           | 31      | No. 2 오하이오 주립        | 0       | 빈칸  | 70,236 | 비고 |
| 2017년 12월 30일   | No. 9 펜 스테이트      | 35      | No. 12 워싱턴              | 28      | 빈칸  | 61,842 | 비고 |
| 2019년 1월 1일     | No. 11 LSU             | 40      | No. 7 UCF                  | 32      | 빈칸  | 69,927 | 비고 |
| 2019년 12월 28일SF | No. 3 클렘슨           | 29      | No. 2 오하이오 주립        | 23      | 빈칸  | 71,330 | 비고 |
| 2021년 1월 2일     | No. 12 아이오와 주립   | 34      | No. 25 오리건              | 17      | 빈칸  | 0      | 비고 |
| 2022년 1월 1일     | No. 9 오클라호마 주립  | 37      | No. 5 노터데임             | 35      | 빈칸  | 49,550 | 비고 |
| 2022년 12월 31일SF | No. 3 TCU              | 51      | No. 2 미시간               | 45      | 빈칸  | 71,723 | 비고 |
| 2024년 1월 1일     | No. 8 오리건           | 45      | No. 18 리버티              | 6       | 빈칸  | 47,769 | 비고 |
| 2024년 12월 31일QF | No. 5 펜 스테이트      | 31      | No. 8 보이지 주립          | 14      | 빈칸  | 63,854 | 비고 |

출처:
^BA 볼 얼라이언스 챔피언십 경기
^BCS BCS 내셔널 챔피언십 게임
^QF 칼리지 풋볼 플레이오프 8강전
^SF 칼리지 풋볼 플레이오프 준결승전

## MVP
각 경기마다 공격 MVP와 수비 MVP가 선정된다.
| 경기 날짜        | MVP               | 팀              | 포지션 |
| ---------------- | ----------------- | --------------- | ------ |
| 1971년 12월 27일 | 게리 허프         | 플로리다 주립   | QB     |
| 1971년 12월 27일 | 주니어 아 유      | 애리조나 주립   | DE     |
| 1972년 12월 23일 | 우디 그린         | 애리조나 주립   | HB     |
| 1972년 12월 23일 | 마이크 핑크       | 미주리          | DB     |
| 1973년 12월 21일 | 그렉 허드슨       | 애리조나 주립   | SE     |
| 1973년 12월 21일 | 마이크 헤인즈     | 애리조나 주립   | CB     |
| 1974년 12월 28일 | 케니 워커         | 오클라호마 주립 | RB     |
| 1974년 12월 28일 | 필 도크스         | 오클라호마 주립 | DT     |
| 1975년 12월 26일 | 존 제퍼슨         | 애리조나 주립   | WR     |
| 1975년 12월 26일 | 래리 고든         | 애리조나 주립   | LB     |
| 1976년 12월 25일 | 토마스 로트       | 오클라호마      | QB     |
| 1976년 12월 25일 | 테리 피터스       | 오클라호마      | CB     |
| 1977년 12월 25일 | 맷 밀런           | 펜 스테이트     | LB     |
| 1977년 12월 25일 | 데니스 스프롤     | 애리조나 주립   | QB     |
| 1978년 12월 25일 | 제임스 오웬스     | UCLA            | RB     |
| 1978년 12월 25일 | 지미 워커         | 아칸소          | DT     |
| 1979년 12월 25일 | 마크 슈베르트     | 피츠버그        | K      |
| 1979년 12월 25일 | 데이브 리긴스     | 애리조나        | S      |
| 1980년 12월 26일 | 커트 워너         | 펜 스테이트     | RB     |
| 1980년 12월 26일 | 프랭크 케이스     | 펜 스테이트     | DE     |
| 1982년 1월 1일   | 커트 워너         | 펜 스테이트     | RB     |
| 1982년 1월 1일   | 레오 위즈니에스키 | 펜 스테이트     | NT     |
| 1983년 1월 1일   | 마커스 듀프리     | 오클라호마      | RB     |
| 1983년 1월 1일   | 짐 제프코트       | 애리조나 주립   | DL     |
| 1984년 1월 2일   | 존 콩제미         | 피츠버그        | QB     |
| 1984년 1월 2일   | 롤랜드 타텀       | 오하이오 주립   | LB     |
| 1985년 1월 1일   | 개스턴 그린       | UCLA            | TB     |
| 1985년 1월 1일   | 제임스 워싱턴     | UCLA            | DB     |
| 1986년 1월 1일   | 제이미 모리스     | 미시간          | RB     |
| 1986년 1월 1일   | 마크 메스너       | 미시간          | DT     |
| 1987년 1월 2일   | D.J. 도지어       | 펜 스테이트     | RB     |
| 1987년 1월 2일   | 셰인 콘란         | 펜 스테이트     | LB     |
| 1988년 1월 1일   | 대니 맥마누스     | 플로리다 주립   | QB     |
| 1988년 1월 1일   | 닐 스미스         | 네브래스카      | DL     |
| 1989년 1월 2일   | 토니 라이스       | 노터데임        | QB     |
| 1989년 1월 2일   | 프랭크 스탬스     | 노터데임        | DE     |
| 1990년 1월 1일   | 피터 톰 윌리스    | 플로리다 주립   | QB     |
| 1990년 1월 1일   | 오델 해긴스       | 플로리다 주립   | NG     |
| 1991년 1월 1일   | 브라우닝 내글     | 루이빌          | QB     |
| 1991년 1월 1일   | 레이 부캐넌       | 루이빌          | FS     |
| 1992년 1월 1일   | O.J. 맥더피       | 펜 스테이트     | WR     |
| 1992년 1월 1일   | 레지 기븐스       | 펜 스테이트     | OLB    |
| 1993년 1월 1일   | 마빈 그레이브스   | 시러큐스        | QB     |
| 1993년 1월 1일   | 케빈 미첼         | 시러큐스        | NG     |
| 1994년 1월 1일   | 척 레비           | 애리조나        | RB     |
| 1994년 1월 1일   | 테디 브루스키     | 애리조나        | DE     |
| 1995년 1월 2일   | 코델 스튜어트     | 콜로라도        | QB     |
| 1995년 1월 2일   | 섀넌 클래블       | 콜로라도        | DT     |
| 1996년 1월 2일   | 토미 프레이저     | 네브래스카      | QB     |
| 1996년 1월 2일   | 마이클 부커       | 네브래스카      | CB     |
| 1997년 1월 1일   | 커티스 에니스     | 펜 스테이트     | TB     |
| 1997년 1월 1일   | 브랜든 노블       | 펜 스테이트     | DT     |
| 1997년 12월 31일 | 마이클 비숍       | 캔자스 주립     | QB     |
| 1997년 12월 31일 | 트래비스 옥스     | 캔자스 주립     | LB     |
| 1999년 1월 4일   | 피어리스 프라이스 | 테네시          | WR     |
| 1999년 1월 4일   | 드웨인 굿리치     | 테네시          | CB     |

| 경기 날짜        | MVP               | 팀              | 포지션 |
| ---------------- | ----------------- | --------------- | ------ |
| 2000년 1월 2일   | 에릭 크라우치     | 네브래스카      | QB     |
| 2000년 1월 2일   | 마이크 브라운     | 네브래스카      | DB     |
| 2001년 1월 1일   | 조나단 스미스     | 오리건 주립     | QB     |
| 2001년 1월 1일   | 다넬 로빈슨       | 오리건 주립     | LB     |
| 2002년 1월 1일   | 조이 해링턴       | 오리건          | QB     |
| 2002년 1월 1일   | 스티브 스미스     | 오리건          | DB     |
| 2003년 1월 3일   | 크레이그 크렌젤   | 오하이오 주립   | QB     |
| 2003년 1월 3일   | 마이크 도스       | 오하이오 주립   | SS     |
| 2004년 1월 2일   | 크레이그 크렌젤   | 오하이오 주립   | QB     |
| 2004년 1월 2일   | A. J. 호크        | 오하이오 주립   | OLB    |
| 2005년 1월 1일   | 알렉스 스미스     | 유타            | QB     |
| 2005년 1월 1일   | 패리스 워렌       | 유타            | WR     |
| 2005년 1월 1일   | 스티브 피피타     | 유타            | NG     |
| 2006년 1월 2일   | 트로이 스미스     | 오하이오 주립   | QB     |
| 2006년 1월 2일   | A. J. 호크        | 오하이오 주립   | OLB    |
| 2007년 1월 1일   | 재러드 재브란스키 | 보이지 주립     | QB     |
| 2007년 1월 1일   | 마티 태드먼       | 보이지 주립     | S      |
| 2008년 1월 2일   | 팻 화이트         | 웨스트 버지니아 | QB     |
| 2008년 1월 2일   | 리드 윌리엄스     | 웨스트 버지니아 | OLB    |
| 2009년 1월 5일   | 콜트 매코이       | 텍사스          | QB     |
| 2009년 1월 5일   | 로이 밀러         | 텍사스          | DT     |
| 2010년 1월 4일   | 카일 이포         | 보이지 주립     | TE     |
| 2010년 1월 4일   | 브랜딘 톰슨       | 보이지 주립     | CB     |
| 2011년 1월 1일   | 랜드리 존스       | 오클라호마      | QB     |
| 2011년 1월 1일   | 자멜 플레밍       | 오클라호마      | CB     |
| 2012년 1월 2일   | 저스틴 블랙몬     | 오클라호마 주립 | WR     |
| 2012년 1월 2일   | 저스틴 길버트     | 오클라호마 주립 | CB     |
| 2013년 1월 3일   | 마커스 마리오타   | 오리건          | QB     |
| 2013년 1월 3일   | 마이클 클레이     | 오리건          | LB     |
| 2014년 1월 1일   | 블레이크 보틀스   | UCF             | QB     |
| 2014년 1월 1일   | 테런스 플러머     | UCF             | LB     |
| 2014년 12월 31일 | 토마스 스퍼벡     | 보이지 주립     | WR     |
| 2014년 12월 31일 | 태너 발레호       | 보이지 주립     | LB     |
| 2016년 1월 1일   | J. T. 배럿        | 오하이오 주립   | QB     |
| 2016년 1월 1일   | 엘리 애플         | 오하이오 주립   | CB     |
| 2016년 12월 31일 | 데숀 왓슨         | 클렘슨          | QB     |
| 2016년 12월 31일 | 클레린 페럴       | 클렘슨          | DE     |
| 2017년 12월 30일 | 트레이스 맥솔리   | 펜 스테이트     | QB     |
| 2017년 12월 30일 | 마커스 앨런       | 펜 스테이트     | S      |
| 2019년 1월 1일   | 조 버로           | LSU             | QB     |
| 2019년 1월 1일   | 라샤드 로렌스     | LSU             | DL     |
| 2019년 12월 28일 | 트레버 로렌스     | 클렘슨          | QB     |
| 2019년 12월 28일 | 채드 스미스       | 클렘슨          | LB     |
| 2021년 1월 2일   | 브록 퍼디         | 아이오와 주립   | QB     |
| 2021년 1월 2일   | 오리언 밴스       | 아이오와 주립   | LB     |
| 2022년 1월 1일   | 스펜서 샌더스     | 오클라호마 주립 | QB     |
| 2022년 1월 1일   | 맬컴 로드리게스   | 오클라호마 주립 | LB     |
| 2022년 12월 31일 | 퀜틴 존스턴       | TCU             | WR     |
| 2022년 12월 31일 | 디 윈터스         | TCU             | LB     |
| 2024년 1월 1일   | 보 닉스           | 오리건          | QB     |
| 2024년 1월 1일   | 제프리 바사       | 오리건          | LB     |
| 2024년 12월 31일 | 타일러 워렌       | 펜 스테이트     | TE     |
| 2024년 12월 31일 | 자키 휘틀리       | 펜 스테이트     | S      |

## 최다 출전
2024년 12월 에디션까지 (총 54경기, 108회 출전) 업데이트되었다.
| 순위 | 팀                  | 출전 | 기록 | 승률  |
| ---- | ------------------- | ---- | ---- | ----- |
| 1    | 오하이오 주립       | 9    | 5–4  | .556  |
| 2    | 펜 스테이트         | 8    | 8–0  | 1.000 |
| T3   | 애리조나 주립       | 6    | 5–1  | .833  |
| T3   | 네브래스카          | 6    | 2–4  | .333  |
| T3   | 노터데임            | 6    | 1–5  | .167  |
| 6    | 오클라호마          | 5    | 2–3  | .400  |
| T7   | 보이지 주립         | 4    | 3–1  | .750  |
| T7   | 오리건              | 4    | 3–1  | .750  |
| T7   | 플로리다 주립       | 4    | 2–2  | .500  |
| T7   | 피츠버그            | 4    | 1–3  | .250  |
| T7   | 마이애미 (플로리다) | 4    | 0–4  | .000  |
| T12  | 오클라호마 주립     | 3    | 3–0  | 1.000 |
| T12  | 애리조나            | 3    | 1–2  | .333  |
| T12  | 콜로라도            | 3    | 1–2  | .333  |
| T12  | 캔자스 주립         | 3    | 1–2  | .333  |
| T12  | 테네시              | 3    | 1–2  | .333  |

| 순위 | 팀              | 출전 | 기록  | 승률  |
| ---- | --------------- | ---- | ----- | ----- |
| T17  | 클렘슨          | 2    | 2–0   | 1.000 |
| T17  | UCLA            | 2    | 1–0–1 | .750  |
| T17  | 미시간          | 2    | 1–1   | .500  |
| T17  | 시러큐스        | 2    | 1–1   | .500  |
| T17  | 텍사스          | 2    | 1–1   | .500  |
| T17  | UCF             | 2    | 1–1   | .500  |
| T17  | 웨스트 버지니아 | 2    | 1–1   | .500  |
| T17  | TCU             | 2    | 1–1   | .500  |

단일 출전 팀
승리 (5): 아이오와 주립, LSU, 루이빌, 오리건 주립, 유타

패배 (11): 앨라배마, 베일러, BYU, 코네티컷, 플로리다, 리버티, 미주리, 스탠포드, USC, 워싱턴, 와이오밍

무승부 (1): 아칸소
- 캘리포니아와 워싱턴 주립은 현재 또는 이전 팩-12 멤버 중 경기에 출전하지 않은 유일한 팀이다. 캔자스, 텍사스 A&M, 텍사스 테크는 현재 또는 이전 빅 12 또는 빅 에이트 멤버 중 경기에 출전하지 않은 유일한 팀이다.

## 컨퍼런스별 출전
2024년 12월 에디션까지 (총 54경기, 108회 출전) 업데이트되었다.
| 컨퍼런스      | 기록 | 기록 | 기록 | 기록 | 기록 | 연도별 출전                                                   | 연도별 출전                                                        | 연도별 출전 |
| 컨퍼런스      | 경기 | 승   | 패   | 무   | 승률 | 승리                                                          | 패배                                                               | 무승부      |
| ------------- | ---- | ---- | ---- | ---- | ---- | ------------------------------------------------------------- | ------------------------------------------------------------------ | ----------- |
| 독립          | 21   | 10   | 11   | 0    | .476 | 1977D, 1979D, 1980D, 1982, 1987, 1988, 1989, 1990, 1991, 1992 | 1971D, 1973D, 1984, 1985, 1987, 1989, 1995, 2001, 2006, 2016, 2022 |             |
| 빅 12         | 15   | 8    | 7    | 0    | .533 | 1997D, 2000, 2009, 2011, 2012, 2021, 2022, 2022D              | 1997, 2002, 2004, 2007, 2008, 2013, 2014                           |             |
| 빅 텐         | 14   | 9    | 5    | 0    | .643 | 1984, 1986, 1997, 2003, 2004, 2006, 2016, 2017D, 2024D        | 1980D, 2009, 2016D, 2019D, 2022D                                   |             |
| 팩-12         | 14   | 7    | 6    | 1    | .536 | 1983, 1985, 1994, 2001, 2002, 2013, 2024                      | 1979D, 1982, 2012, 2014D, 2017D, 2021                              | 1978D       |
| 빅 에이트     | 11   | 4    | 7    | 0    | .364 | 1974D, 1976D, 1995, 1996                                      | 1972D, 1975D, 1983, 1986, 1988, 1990, 1993                         |             |
| WAC           | 9    | 6    | 3    | 0    | .667 | 1971D, 1972D, 1973D, 1975D, 2007, 2010                        | 1974D, 1976D, 1977D                                                |             |
| 아메리칸      | 9    | 3    | 6    | 0    | .333 | 1993, 2008, 2014                                              | 1994, 1997D, 2003, 2005, 2011, 2019                                |             |
| SEC           | 6    | 2    | 4    | 0    | .333 | 1999, 2019                                                    | 1991, 1992, 1996, 2000                                             |             |
| 마운틴 웨스트 | 4    | 2    | 2    | 0    | .500 | 2005, 2014D                                                   | 2010, 2024D                                                        |             |
| ACC           | 3    | 2    | 1    | 0    | .667 | 2016D, 2019D                                                  | 1999                                                               |             |
| SWC           | 1    | 0    | 0    | 1    | .500 |                                                               |                                                                    | 1978D       |
| C-USA         | 1    | 0    | 1    | 0    | .000 |                                                               | 2024                                                               |             |

- 위 첨자 D (D)로 표시된 경기는 12월에 진행되었다.
- 해체되었거나 더 이상 FBS에서 활동하지 않는 컨퍼런스는 이탤릭체로 표시된다.
- 기록은 경기가 진행될 당시의 컨퍼런스 소속을 반영한다.
  - 펜 스테이트와 마이애미(플로리다) 등 여러 팀은 독립 팀과 컨퍼런스 멤버로 모두 출전했다.
- 팩-12의 기록에는 컨퍼런스가 팩-10으로 알려졌을 때 팀들의 8회 출전(5승 2패 1무)이 포함된다.
- 2013년 오리지널 빅 이스트가 풋볼 라인을 따라 분할된 후, FBS 학교들은 아메리칸 애슬레틱 컨퍼런스("아메리칸")로 재편성되었으며, 이는 오리지널 빅 이스트의 헌장을 유지한다. 빅 이스트를 대표하는 팀들은 7경기에 출전하여 2승 5패를 기록했다.

## 경기 기록
| 팀                  | 상대팀 대비 성적 | 연도                 |
| ------------------- | --- | -------------------- |
| 총 득점 (양 팀)     | 96, TCU (51) vs. 미시간 (45) | 2022년 12월          |
| 최다 득점 (한 팀)   | 62, 네브래스카 vs. 플로리다 | 1996                 |
| 패배 팀 최다 득점   | 45, 미시간 vs. TCU | 2022년 12월          |
| 최소 실점           | 0, 클렘슨 (31) vs. 오하이오 주립 0, 애리조나 (29) vs. 마이애미                                                                       | 2016 1994            |
| 최대 승리 마진      | 39, 오리건 (45) vs. 리버티 (6) | 2024                 |
| 첫 다운             | 34, 오클라호마 주립 vs. 노터데임 | 2022년 1월           |
| 러싱 야드           | 524, 네브래스카 vs. 플로리다 | 1996                 |
| 패싱 야드           | 509, 노터데임 vs. 오클라호마 주립 | 2022년 1월           |
| 총 야드             | 718, 애리조나 주립 vs. 미주리 | 1972                 |
| 최소 허용 러싱 야드 | –28, 네브래스카 vs. 플로리다 | 1996                 |
| 최소 허용 패싱 야드 | 23, 와이오밍 vs. 오클라호마 | 1976                 |
| 최소 허용 총 야드   | 155, 오리건 주립 vs. 노터데임 | 2001                 |
| 개인                | 성적, 선수, 팀 vs. 상대팀 | 연도                 |
| 총 공격             | 505, 잭 코안, 노터데임 vs. 오클라호마 주립 (509 패스, –4 러시)                                                                       | 2022년 1월           |
| 러싱 야드           | 245, 마커스 듀프리, 오클라호마 vs. 애리조나 주립 (17 시도, 0 TD)                                                                     | 1983                 |
| 러싱 TD             | 4, 에제키엘 엘리엇, 오하이오 주립 vs. 노터데임 4, 우디 그린, 애리조나 주립 vs. 미주리                                                | 2016 1972            |
| 패싱 야드           | 509, 잭 코안, 노터데임 vs. 오클라호마 주립                                                                                           | 2022년 1월           |
| 패싱 TD             | 5, 보 닉스, 오리건 vs. 리버티 5, 잭 코안, 노터데임 vs. 오클라호마 주립 5, 피터 톰 윌리스, 플로리다 주립 vs. 네브래스카               | 2024 2022년 1월 1990 |
| 리시빙 야드         | 206, 다넬 맥도날드, 캔자스 주립 vs. 시러큐스                                                                                         | 1998                 |
| 리시빙 TD           | 3, 공동: 다넬 맥도날드, 캔자스 주립 vs. 시러큐스 저스틴 블랙몬, 오클라호마 주립 vs. 스탠포드 테이 마틴, 오클라호마 주립 vs. 노터데임 | 1998 2012 2022       |
| 태클                | 18, 테드 존슨, 콜로라도 vs. 노터데임                                                                                                 | 1995                 |
| 색                  | 3, 세 선수 공동 |                      |
| 인터셉션            | 3, 스티브 스미스, 오리건 vs. 콜로라도                                                                                                | 2002                 |
| 펌블 리턴           | 31, 토니 부이, 애리조나 vs. 마이애미 (FL)                                                                                            | 1994                 |
| 롱 플레이           | 성적, 선수, 팀 vs. 상대팀 | 연도                 |
| 터치다운 런         | 92, 사쿠안 바클리, 펜 스테이트 vs. 워싱턴                                                                                            | 2017                 |
| 터치다운 패스       | 85, 트로이 스미스에서 산토니오 홈즈로, 오하이오 주립 vs. 노터데임                                                                    | 2006                 |
| 킥오프 리턴         | 100, 공동: 커비 다르 다르, 시러큐스 vs. 콜로라도 마이크 핑크, 미주리 vs. 애리조나 주립 댄소니 토마스, 오리건 vs. 캔자스 주립         | 1993 1972 2013       |
| 펀트 리턴           | 68, 공동: 에디 브라운, 마이애미 vs. UCLA 스티브 홀든, 애리조나 주립 vs. 플로리다 주립                                                | 1985 1971            |
| 인터셉션 리턴       | 54, 드웨인 굿리치, 테네시 vs. 플로리다 주립                                                                                          | 1999                 |
| 필드 골             | 59, 제이크 무디, 미시간 vs. TCU | 2022년 12월          |

출처:

## 방송
2010-11 시즌 현재, 이 경기와 나머지 BCS 및 그 후속인 칼리지 풋볼 플레이오프는 ESPN에서 독점적으로 방송된다. 2007년부터 2010년까지 폭스는 다른 BCS 경기들인 슈거볼, 오렌지볼, 그리고 2006년부터 2009년까지의 BCS 내셔널 챔피언십 게임과 함께 이 경기를 중계했으며, 같은 기간 동안 로즈볼과 2010 BCS 내셔널 챔피언십 게임만이 ABC에서 방영되었다. 1999년부터 2006년까지 이 경기는 첫 BCS 패키지의 일부로 ABC에서 방영되었으며, 1996년부터 1998년까지는 CBS에서 볼 경기 중계의 일부로 방영되었다. 그 이전에는 NBC가 몇 년 동안 이 경기를 방영했다. 이 경기는 오렌지볼과 함께 미국의 "빅 4" 방송사 네트워크에서 모두 방영된 유일한 두 볼 경기 중 하나이다.
ESPN 라디오는 현재 피에스타 볼의 라디오 중계사이다.
2013년, ESPN 데포르테스는 피에스타 볼의 첫 스페인어 미국 중계를 제공했다.